# Walther Roggenkamp
Walther Roggenkamp (* 18. September 1926 in Ulm; † 9. Juli 1995 in Dachsberg (Südschwarzwald)) war ein deutscher Grafiker, Maler und Bühnenbildner.

## Biographisches
Walther Roggenkamp wurde am 18. September 1926 in Ulm geboren. Sein Studium an der Akademie der Bildenden Künste Stuttgart musste er 1943 wegen seines Kriegsdienstes abbrechen. Um sich einer Einberufung zur Waffen-SS zu entziehen, meldete er sich freiwillig zur Marine. Nach kurzer englischer Kriegsgefangenschaft setzte er sein Studium bei dem Maler Julius Hebing fort. Hier beschäftigte er sich intensiv mit Goethes und Steiners Farbenlehre. Der junge, angehende Künstler entdeckte die Großen der Klassischen Moderne, wie Braque, Chagall, Picasso und andere, die bis Kriegsende in Deutschland als entartet galten. Daneben lernte er Künstler aus den damaligen Malerkreisen, darunter Felix Goll, Renate Wolffhügel oder Margarita Woloschin, kennen. Nach eineinhalb Jahren Studienzeit bei Julius Hebing war sich Roggenkamp sicher, dass schöpferische Intuitionen allein aus der Farbenlehre, so wie sein Lehrer es vermitteln wollte, nicht entstehen können und trennte sich von ihm.
Eine eigene Werbefirma, die er mit zwei Freunden betrieb, gab er nach kurzer Zeit wieder auf, um seinem Wunsch nach einer sinnvolleren Tätigkeit Raum zu geben. Diese fand er 1949 als Bühnenhelfer am Goetheanum und in einem weiterführenden Studium bei Henni Geck. Durch sie lernte er die Schulungsskizzen für Maler von Rudolf Steiner kennen, in denen er ein wesentliches, aber nicht leicht zu entschlüsselndes malerisches Potential verborgen sah. Es folgten Tätigkeiten als Bühnenmaler und -beleuchter.
1956 begann seine lebenslange Zusammenarbeit mit der Heilmittelfirma Weleda, für die er den jährlichen Kalender gestaltete, Werbemittel entwarf und die malerische Ausgestaltung der Firmenräume besorgte. Daneben schuf er Entwürfe für große Wandteppiche (gewebt von Hildegard Osten) und großflächige Glasschliffbilder für verschiedene Institutionen und kreierte viele Buchillustrationen. Walther Roggenkamp bediente sich aller erdenklichen Gestaltungsmittel, wie Blei- und Farbstifte, Kreide, Tusche, Aquarell-, Tempera- und Ölfarbe, Kohle, Wolle und Seide, Glas, Holz, Beton, Steinschnitt. Für viele Firmen und Institutionen entwickelte und gestaltete er Schriften, Signets und Logos. In den Jahren 1970 bis 1980 entwarf er Bühnenbilder für die Faust-Festspiele in Dornach, für  Goethe- und Schillerdramen und für viele andere Aufführungen auf verschiedenen Bühnen Europas.
1992 erkrankte Walther Roggenkamp schwer und starb am 9. Juli 1995 in Ruchenschwand/ Gemeinde Dachsberg im Südschwarzwald.

## Bühnenbilder (Auswahl)
- 1978–1981 Faust, 1. und 2. Teil, Goethanumbühne, Dornach
- 1983 Die Zauberflöte, Opernensemble Bochum
- 1985 Maria Stuart, Goetheanumbühne, Dornach
- 1987 Die Zauberflöte, Chiemgauer Festspiele
- 1988, Figaros Hochzeit, Sommerakademie Salem
- 1989–1994 Rudolf Steiners Mysteriendramen, Goetheanumbühne, Dornach

## Kunst am Bau (Auswahl)
- 1964 Michael, Mosaik, Hiberniaschule, Wanne-Eickel
- 1968 Orpheus, Sgraffito, Musikschule Manderscheid
- 1975 Jahreszeiten, Wandgemälde und Spirale, Betonrelief, Schulhaus Böklund
- 1976 Lebensweg, Wandgemälde, Waldorfschule Mannheim
- 1981 Elias, Sgraffito, Johanneshaus Öschelbronn

## Buchillustrationen (Auswahl)
- Weleda-Nachrichten, Schriftenreihe†, 1952–1987
- Wilhelm Pelikan, Heilpflanzenkunde, Dornach, 1958
- Theodor Schwenk, Das sensible Chaos, Stuttgart, 1962
- Dan Lindholm, Stabkirchen in Norwegen, Stuttgart, 1968
- Bildteppich-Mappe, Olaf Asteson, Stuttgart, 1969
- Bildteppich-Mappe, Salus per naturam, Stuttgart, 1974
- Mabik und der Wolkenriese, Märchen aus der Bretagne, Stuttgart, 1977
- Das Leben des Zarathustra, Dornach, 1986
- Das Weltenpferd, Keltische Sagen, Stuttgart, 1988
- Deutsche Götter- und Heldensagen, Winterbach, 1992